# Стаций Гелий
Стаций Гелий (на латински: Statius Gellius) e самнитски военачалник и вожд от рода Гелии.
По време на втората самнитска война през 305 пр.н.е. той е командир на самнитите в битката при Бовианум. Победен и пленен е от римляните с командири консулите Луций Постумий Мегел, Тиберий Минуций Авгурин, който е убит и Марк Фулвий Курв Пецин.
През 297 пр.н.е. е командир на 25 000 самнити в битката при Тифернум. Римляните (20 000) с командири Квинт Фабий Максим Рулиан и Луций Корнелий Сципион Барбат имат победа.